# Hovacassis
Hovacassis – rodzaj chrząszczy z rodziny stonkowatych i podrodziny tarczykowatych.
Chrząszcze te mają okrągłe w zarysie ciało. Głowa ma płaski nadustek o delikatnie zaznaczonych i trójkątnie się zbiegających liniach bocznych oraz pozbawioną podłużnego żeberka przez środek wargę górną. Smukłe, nitkowate czułki mają trzeci człon wyraźnie dłuższy od poprzedniego. Brzegi przedplecza i pokryw są rozpłaszczone, bardzo szerokie, punktowane, ustawione niemal poziomo. Na spodzie przedplecza brak jest zupełnie rynienek na czułki. W widoku bocznym pokrywy mają stożkowaty guz lub wyraźną nabrzmiałość położoną za tarczką. Odnóża środkowej pary nie mają guzków wierzchołkowych na spodniej krawędzi ud. Stopy mają ostatni segment oraz pazurki niezmodyfikowane. 
Wszyscy przedstawiciele rodzaju są endemitami Madagaskaru.
Takson ten wprowadzony został w 1952 roku przez Franza Spaetha w publikacji pod redakcją Waltera Douglasa Hincksa. Zalicza się do niego 8 opisanych gatunków:
- Hovacassis brunneofasciata Borowiec, 2002
- Hovacassis discolor (Boheman, 1855)
- Hovacassis flavonigra Borowiec, 2002
- Hovacassis formosa Borowiec, 2002
- Hovacassis murzini Borowiec, 2002
- Hovacassis pulchra (Spaeth, 1915)
- Hovacassis rubromaculata Borowiec, 2002
- Hovacassis rubrovittata Borowiec, 2002